# Weinbiethaus
Das Weinbiethaus ist eine Ausflugsgaststätte des Pfälzerwald-Vereins auf dem Gelände der kreisfreien Stadt Neustadt an der Weinstraße (Rheinland-Pfalz). Mit den anderen Häusern des Pfälzerwald-Vereins ist es seit 2021 mit dem Eintrag Pfälzerwaldhütten-Kultur Bestandteil des Immateriellen Kulturerbes in Deutschland der deutschen UNESCO-Kommission.

## Geographische Lage
Das Weinbiethaus in der Waldgemarkung des Neustadter Ortsteils Gimmeldingen steht in 554 m Höhe auf dem Gipfelplateau des namensgebenden Weinbiets, das zur Haardt, dem Ostrand des Pfälzerwalds, gehört. In unmittelbarer Nähe befinden sich der gemauerte Weinbietturm und der 136 m hohe Gittermast des Senders Weinbiet.

## Geschichte

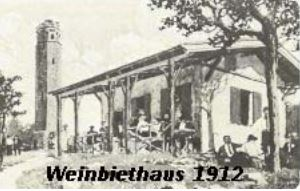
Weinbiethaus 1912
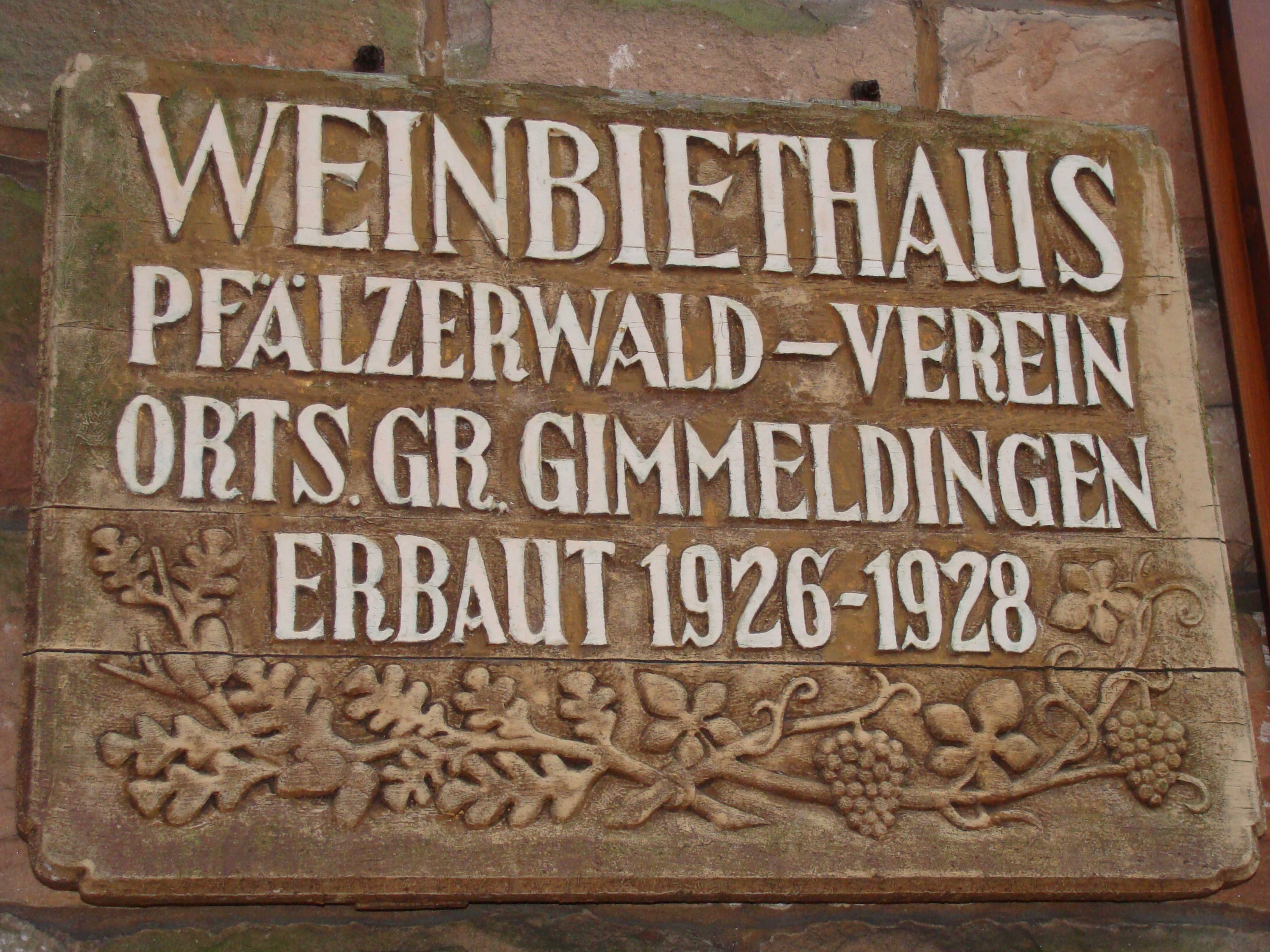
Infotafel am Haus

Die 1906 gegründete Ortsgruppe Gimmeldingen des Pfälzerwald-Vereins (PWV) errichtete auf dem Weinbiet zunächst 1910 eine hölzerne Hütte als wettergeschützte Ausschankmöglichkeit. Das steinerne Weinbiethaus wurde ab 1925 geplant und ab 1926 für 15.000 Reichsmark aus rotem Sandstein aufgemauert. Am 3. Juni 1928 wurde es eingeweiht.
In den Jahren 1960 und 1966 wurde das Haus um eine neue Küche, Toilettenanlagen und einen zusätzlichen Gastraum erweitert. Von 1952 bis 1988 lieferte der 400 m entfernt am Weinbiet-Nordosthang gelegene Loosenbrunnen das Frisch- und Brauchwasser, dann wurde die Wasserver- und -entsorgung über Leitungen von Neustadt her in Betrieb genommen.
Die Renovierung und Erweiterung zwischen Juli 2014 und Sommer 2015 für rund 500.000 € beinhaltete den Bau eines zusätzlichen Gastraums, die Erweiterung von Küche und Lagerraum, die Sanierung der Terrasse und die Installation neuer Toilettenanlagen. Innen stehen seit Juli 2015 statt 200 Sitzplätze 270 zur Verfügung, zu denen noch mehr als 150 unter den Bäumen im Außenbereich hinzukommen.

## Verkehr und Wanderwege
Im Meisental am Rand des Neustadter Ortsteils Haardt beginnt auf etwa 240 m Höhe eine gut 4 km lange Fahrstraße, welche die etwa 300 m Höhenunterschied zum Weinbietgipfel über Serpentinen überwindet.
Der Eselspfad, der im Gimmeldinger Tal rechts über dem Mußbach von der Gimmeldinger Hainstraße abzweigt (⊙), war einst der Hauptzugangsweg zum Gipfel des Weinbiets. Er trägt seinen Namen nach den Eseln, die in früheren Zeiten als Transporttiere dienten. Nach Verbreiterung in den 1960er Jahren können dort auch versorgende Kraftfahrzeuge verkehren; für den allgemeinen Fahrzeugverkehr ist er nicht freigegeben.
Von Neustadt, Gimmeldingen, Haardt und Lindenberg sind Wanderpfade hinauf aufs Weinbiet ausgeschildert. Am Weinbiethaus vorbei führt u. a. ein Wanderweg, der mit einem roten Punkt [] markiert ist.